# Eolia (figlia di Amitaone)
Eolia (in greco antico: Αἰολία?, Aiolíā) è un personaggio della mitologia greca. Fu l'eponima di un'antica città dell'Etolia.

## Genealogia
Figlia di Amitaone, sposò Calidone e divenne madre di Epicasta e Protogenia.

## Mitologia
È considerata l'eponima di una città dell'Etolia. La figlia Protogenia ebbe Ossilo da Ares.